# Tseajaia
Tseajaia campi
Famille
Genre
Espèce
Tseajaia est un genre fossile d'amphibiens tétrapodes diadectomorphes ayant vécu au cours du Permien en Amérique du Nord. Une seule espèce est rattachée au genre, Tseajaia campi.

## Description
Tseajaia mesurait environ 1 mètre de long. Cet amphibien ressemblait en partie à un reptile, faisant un peu penser à un iguane. Il était cependant dépourvu de griffes, comme les amphibiens et ses pattes ne lui permettaient pas une course rapide. Sa denture était peu tranchante, indiquant un régime alimentaire herbivore ou peut-être omnivore.